# Weekend in L.A.
Weekend in L.A. je dvojni album v živo džezovskega kitarista Georgea Bensona, ki je izšel leta 1978. Album je bil posnet v West Hollywood Roxy Theatru. Prejel je platinast certifikat s strani Združenja ameriške glasbene industrije.

## Kritični sprejem
Glasbeni kritik Richard S. Ginell je v retrospektivni recenziji za spletni portal AllMusic zapisal, da je na albumu ravnovesje med vokali in instrumentali približno enakomerno. Zapisal je še, da je Bensonov vokal bolj usmerjen v soul kot prej ter da je s skladbo »Ode to a Kudu« opazna vrnitev v čas snemanja pri založbi CTI Records. Edini odvečni element na albumu je po njegovem godalni sintetizator.

## Seznam skladb
| Št. | Naslov                     | Pisec                                                | Dolžina |
| --- | -------------------------- | ---------------------------------------------------- | ------- |
| 1.  | „Weekend in L.A.‟          | George Benson                                        | 7:28    |
| 2.  | „On Broadway‟              | Jerry Leiber, Barry Mann, Mike Stoller, Cynthia Weil | 10:07   |
| 3.  | „Down Here on the Ground‟  | Gale Garnett, Lalo Schifrin                          | 4:54    |
| 4.  | „California P.M.‟          | Benson                                               | 7:04    |
| 5.  | „The Greatest Love of All‟ | Linda Creed, Michael Masser                          | 5:43    |
| 6.  | „It's All in the Game‟     | Charles Dawes, Carl Sigman                           | 3:54    |
| 7.  | „Windsong‟                 | Neil Larsen                                          | 6:12    |
| 8.  | „Ode to a Kudu‟            | Benson                                               | 7:25    |
| 9.  | „Lady Blue‟                | Leon Russell                                         | 3:39    |
| 10. | „We All Remember Wes‟      | Stevie Wonder                                        | 5:47    |
| 11. | „We as Love‟               | Ronnie Foster                                        | 7:05    |

## Osebje

### Glasbeniki
- George Benson – kitara, vokal
- Jorge Dalto – klavir
- Ronnie Foster – sintetizator
- Phil Upchurch – ritem kitara
- Ralph MacDonald – tolkala
- Stanley Banks – bas
- Harvey Mason, Sr. – bobni
- Nick DeCaro – godalni sintetizator

### Produkcija
- Snemanje, miks: Al Schmitt
- Umetniški direktor: John Cabalka
- Oblikovanje: Brad Kanawyer
- Naslovnica: Tom Bert
- Producent: Tommy LiPuma